# Albertaceratops
Albertaceratops („Horngesicht von Alberta“) ist eine Gattung ceratopsischer Dinosaurier (Ceratopsia) aus der nordamerikanischen Oberkreide (mittleres Campanium) vor etwa 80 bis 76 Millionen Jahren. Bislang ist lediglich die Art (Typusart) Albertaceratops nesmoi bekannt, die eine Körperlänge von etwa sechs Metern erreichte.
Dieser Dinosaurier ist ein basaler Vertreter der Centrosaurinae, ein Untertaxon der Ceratopsia mit vergleichsweise kurzem Nackenschild, deren Vertreter sich gewöhnlich durch ein ausladendes Nasenhorn in Verbindung mit verhältnismäßig kleinen Überaugenhörnern auszeichnen.

## Fundgeschichte
Der damalige Student Michael J. Ryan fand 2001 Fossilien dieses Dinosauriers, der wie alle Ceratopier ein quadrupeder Pflanzenfresser war, in der Oldman-Formation im Südosten der kanadischen Provinz Alberta, etwa 290 km südöstlich von Calgary. Diese für ihren Reichtum an Dinosaurierresten bekannten Gesteinsformation ist Teil der Judith-River-Formation. Weiteres Material aus der Judith-River-Formation, das diesem Dinosaurier zugeordnet wurde, stammt aus dem nördlichen Mittelmontana, also aus dem US-Bundesstaat, der sich südlich an Alberta anschließt. Sechs Jahre später beschrieb Ryan, zu dieser Zeit Kurator für Wirbeltierpaläontologie am Cleveland Museum of Natural History, die neue Gattung und Art erstmals wissenschaftlich. Den Gattungsnamen wählte er nach dem Fundort und mit dem Art-Epitheton ehrte er den Farmer Cecil Nesmo, der die Ausgrabung unterstützt hatte und auf dessen Gelände der Fund gemacht wurde. In seiner 2003 veröffentlichten Dissertation hatte Ryan den Dinosaurier noch als „Medusaceratops“ bezeichnet.

## Beschreibung
Albertaceratops ist von einem nahezu vollständigen Schädel (Holotypus TMP.2001.26.1) und weiteren Schädelresten bekannt. Die Nase trug einen knöchernen Kamm. Ungewöhnlich ist die Kombination von ausgeprägten, je etwa einen Meter langen Überaugenhörnern mit einem sonst typisch centrosaurinen Schädel. Die zwei nach außen weisenden großen Hornkerne auf dem Nackenschild sind ein charakteristisches Merkmal, das man bislang nur von den Ceratopsinae und Zuniceratops kannte. Zuniceratops war ein Ceratopier mit langen Hörnern, der der älteste bekannte Vertreter dieser Dinosaurierlinie in Nordamerika ist, zwölf Millionen Jahre älter als Albertaceratops. Mit seiner Merkmalskombination stellt sich Albertaceratops an den Beginn der Entwicklung der Centrosaurinae in Nordamerika und vermittelt zwischen Zuniceratops und jüngeren Formen mit kleineren Hörnern, mit denen er näher verwandt ist.

## Systematik
Albertaceratops wird den Centrosaurinae zugeordnet. 2015 wurde der Stammbaum der Centrosaurinae von Evans & Ryan (2015) anlässlich der Erstbeschreibung des in Kanada gefundenen Wendiceratops überarbeitet. Demnach stellt Albertaceratops eine vergleichsweise basale Gattung dar,